# Thallarcha catasticta
Thallarcha catasticta är en fjärilsart som beskrevs av Oswald Beltram Lower 1915. Thallarcha catasticta ingår i släktet Thallarcha och familjen björnspinnare. Inga underarter finns listade i Catalogue of Life.